# Cerelles
Cerelles – miejscowość i gmina we Francji, w Regionie Centralnym, w departamencie Indre i Loara.
Według danych na rok 1990 gminę zamieszkiwały 793 osoby, a gęstość zaludnienia wynosiła 64 osoby/km² (wśród 1842 gmin Regionu Centralnego Cerelles plasuje się na 494. miejscu pod względem liczby ludności, natomiast pod względem powierzchni na miejscu 1022.).